# Retreat

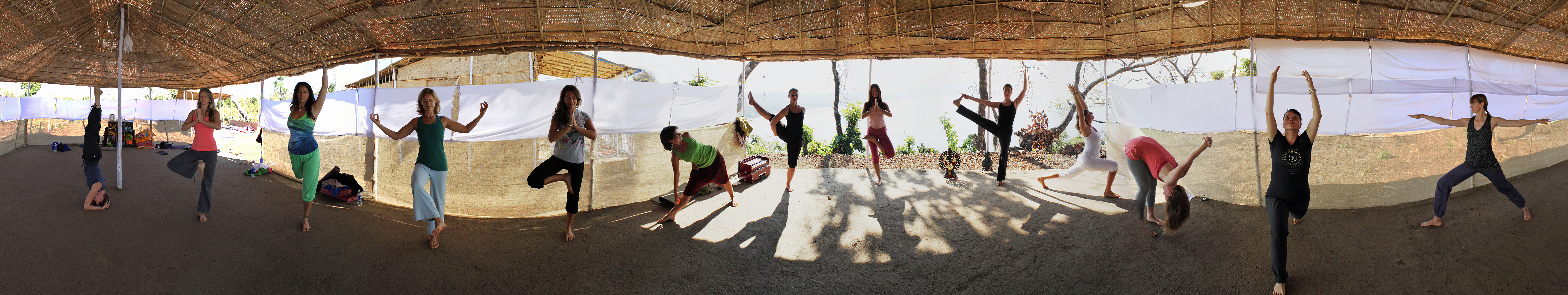
Teilnehmer eines Yoga-Retreats in Indien

Retreat, englisch für Rückzug, bezeichnet eine geplante spirituelle Ruhepause oder Rückzug von der gewohnten Umgebung. Während der Begriff im Englischen auch allgemein für Phasen von Entspannung oder Stressabbau benutzt wird, hat sich im deutschen Sprachraum die Bedeutung einer spirituellen Praxis durchgesetzt. Das entspricht ursprünglich christlichen Exerzitien und verallgemeinert: Es ist häufig mit einem Konzept von Meditation verbunden, so bei buddhistischen Veranstaltungen, im Zen (als Sesshin) oder in anderen spirituellen Traditionen aus dem asiatischen Raum, die sich oft über die USA kommend, in Europa niedergelassen haben.
In vielen Schulen verläuft ein Retreat nach einem festen Programm, das auf die Dauer abgestimmt ist, die z. B. von einer Woche bis zu mehreren Monaten reichen kann. Dabei wird der Tageslauf weitgehend geregelt, worunter auch Essen, Waschen oder Arbeitsphasen fallen können. Aber auch ein längerer Aufenthalt in einem Tempel oder im Ausland, der mit spiritueller Praxis verbunden ist und bis zu mehrere Jahre dauern kann, wird im übertragenen Sinne teilweise Retreat genannt. Neuerdings werden unter dem Stichwort „Entspannungstherapie“ überdies Seminare sowie Qualifizierungen für Therapeuten angeboten, die keinen religiösen Bezug haben.
Im modernen Yoga wird der Begriff Retreat als eine Art Erholungsurlaub verstanden. Auch hier geht es um den Rückzug vom Alltag, für ein paar Tage (Wochenend-Retreat) bis zu Wochen. Dabei ist es das Ziel vom Gewohnten loszulassen, dies kann mit der Konzentration auf die Yoga-Praxis leichter fallen. Im Gegensatz zu einer reinen meditativen Übungen. Oftmals werden Retreats als Reisen mit organisiertem Aufenthalt im In- und Ausland angeboten. Im Unternehmenskontext wird auch ein gemeinsamer Firmenurlaub, der mit Strategie-Meetings, Workshops oder anderen Arbeitseinheiten verbunden ist, als Retreat bezeichnet.
In den Naturwissenschaften wird der Begriff Retreat (oft auch „Scientific Retreat“) auch als Anglizismus verwendet und beschreibt ein mehrtägiges Treffen einer wissenschaftlichen Gruppe, bei dem neben dem wissenschaftlichen Austausch soziale Aktivitäten eine Rolle spielen. Ziel ist es, in anderer Atmosphäre das Kennenlernen und so die Interaktion im wissenschaftlichen Alltag zu fördern.